# República Autónoma Socialista Soviética de Komi
La República Autónoma Socialista Soviética de Komi  (en ruso: Коми Автономная Советская Социалистическая Республика; Komi Avtonomnaya Sovietskaya Sotsialisticheskaya, en komi: Коми Автономнӧй Сӧветскӧй Социалистическӧй Республика), fue una república autónoma de la antigua Unión Soviética dentro de la República Socialista Federativa Soviética de Rusia. 
Formada el 22 de agosto de 1921 como el óblast autónomo Komi-Ziriano, se transformó en república autónoma en 1936. Su capital era la ciudad de Syktyvkar

## Historia
El 22 de agosto de 1921, se formó la óblast autónomo Komi-Ziriano a partir de las partes orientales de las provincias de Arcángel y Dvina del Norte de la RSFSR.
El 5 de diciembre de 1936, según la nueva Constitución de la URSS, el Óblast autónomo Komi-Ziriano se transformó en la República Socialista Soviética Autónoma de Komi.
El 30 de diciembre de 1978, en el norte, las heladas alcanzaron de entre -45 a -51 °C.
El 29 de agosto de 1990, el Consejo Supremo de la RSSAK proclamó su soberanía como la República Socialista Soviética de Komi;
El 26 de mayo de 1992, el Soviet Supremo de Komi adoptó una ley que cambió el nombre de la RSSK a república de Komi. El 9 de diciembre de 1992, el nuevo nombre fue introducido por el Congreso de Diputados del Pueblo en la Constitución de la Federación Rusa. Esta enmienda entró en vigor desde el momento de su publicación en Rossiyskaya Gazeta el 12 de enero de 1993.

## Divisiones administrativas
Cuando se formó la RSSAK, incluía los siguientes distritos:
- Distrito de Izhemsky
- Distrito de Letsky
- Distrito Priluzsky
- Distrito Storozhevsky
- Distrito Syktyvkarsky
- Distrito de Sosnogorsky
- Distrito de Troitsko-Pechorsky
- Distrito de Udora
- Distrito de Ust-Usinsky
- Distrito de Ust-Vymsky
- Distrito de Ust-Kulomsky
- Distrito de Ust-Tsilemsky

## Demografía
Según el censo de 1939, 72,5% de la población de Komi (231.301 habitantes) eran del pueblo Komi. En el futuro, su número de habitante aumentó ligeramente, pero el porcentaje en la población komi se redujo debido a un aumento en el número de inmigrantes de otras nacionalidades de la URSS y en 1989 llegó a solo 23,3. %
|             | censo 1939       | censo 1959       | censo 1970       | censo 1979       | censo 1989       |
| ----------- | ---------------- | ---------------- | ---------------- | ---------------- | ---------------- |
| rusos       | 70 226 (22,0 %)  | 389.995 (48,4 %) | 512 203 (53,1 %) | 629 523 (56,7 %) | 721 780 (57,7 %) |
| komi        | 231 301 (72,5 %) | 245.074 (30,4 %) | 276 178 (28,6 %) | 280 798 (25,3 %) | 291 542 (23,3 %) |
| ucranianos  | 6010 (1,9 %)     | 80 132 (9,9 %)   | 82.955 (8,6 %)   | 94 154 (8,5 %)   | 104 170 (8,3 %)  |
| tártaros    | 709 (0,2 %)      | 8459 (1.0 %)     | 11.906 (1,5 %)   | 17.836 (1,6 %)   | 25.980 (2,1 %)   |
| bielorrusos | 3323 (1.0 %)     | 22 339 (2,8 %)   | 24.706 (3,1 %)   | 24.763 (2,2 %)   | 26.730 (2,1 %)   |
| alemanes    | 2617 (0.8 %)     | 19 805 (2,5 %)   | 14.647 (1,8 %)   | 13 339 (1,2 %)   | 12.866 (1,0 %)   |
| Otro        | 4810 (1.5 %)     | 40 395 (5,0 %)   | 42 207 (4,4 %)   | 49.948 (4,5 %)   | 67.779 (5,4 %)   |

## Enlaces
- HISTORIA DE LA DIVISIÓN ADMINISTRATIVA Y TERRITORIAL DE KOMI ASSR 1917-1990

- Datos: Q788056
- Multimedia: Komi Autonomous Soviet Socialist Republic / Q788056